# Henri de La Tour d’Auvergne (1823–1871)

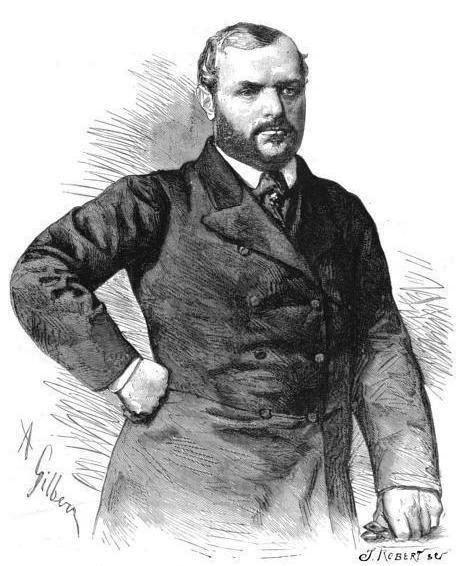
Henri de La Tour d'Auvergne.

Henri Godefroi Bernard Alphonse de La Tour d'Auvergne-Lauraguais, född den 21 oktober 1823, död den 5 maj 1871, var en fransk diplomat.
La Tour var omväxlande fransk minister i Weimar, Florens, Turin, ambassadör i Berlin, i Vatikanstaten (1862) samt i London. Han representerade Frankrike vid konferensen 1864 rörande dansk-tyska och 1867 rörande Luxemburgska frågan, var utrikesminister juli 1869–januari 1870, därefter ambassadör i Wien och på nytt utrikesminister 10 augusti–4 september 1870.